# بولو (حي)
بولو عبارة عن حي في الدار البيضاء يقع قبالة شارع أنوال وشارع موديبو كيتا، وتعتبر المنطقة هي جزء من المناطق الراقية في العاصمة الاقتصادية وتضم العديد من العقارات الفاخرة، سواء الفلل الفاخرة أو العمارات الراقية، وتتميز الفلل في حي بولو بمساحتها الكبيرة لأنها قد تتجاوز 1500 متر مربع، كما أن أغلبها تشمل عموما حدائق واسعة وحمامات السباحة.

## نبذة عن الحي
ومثلما هو الحال في حي كاليفورنيا ، يعتبر حي بولو عبارة عن حي هادئ وراقي يجذب كل أولئك الذين يبحثون عن الهدوء والسكن بجوار الطبقة الراقية في العاصمة الإقتصادية، كما أن الموقع الإستراتيجي في حي بولو بالدارالبيضاء يشجع المشترين والمستأجرين على الاستقرار هناك نظرا لموقعه في قلب الدار البيضاء، بالقرب من حي 2 مارس ولارميطاج و كاليفورنيا، مما يفسر توافد العديد من المستأجرين على الحي، رغم أن قيمة إيجار العقارات في بوا تعتبر من بين الأعلى سعرا في الدارالبيضاء.

## تحديات الحي
يعاني أغلب السكان الحي هي ظاهرة الاكتظاظ السكاني التي تسبب قلقا لسكانها، ولكن كثرة رمي النفايات بالأزقة والأكياس البلاستيكية والأزبال عشوائيا، هذه الوضعية تجبر الناس على البقاء في منازلهم نتيجة الروائح الكريهة المنبعتة.